# Nielepice

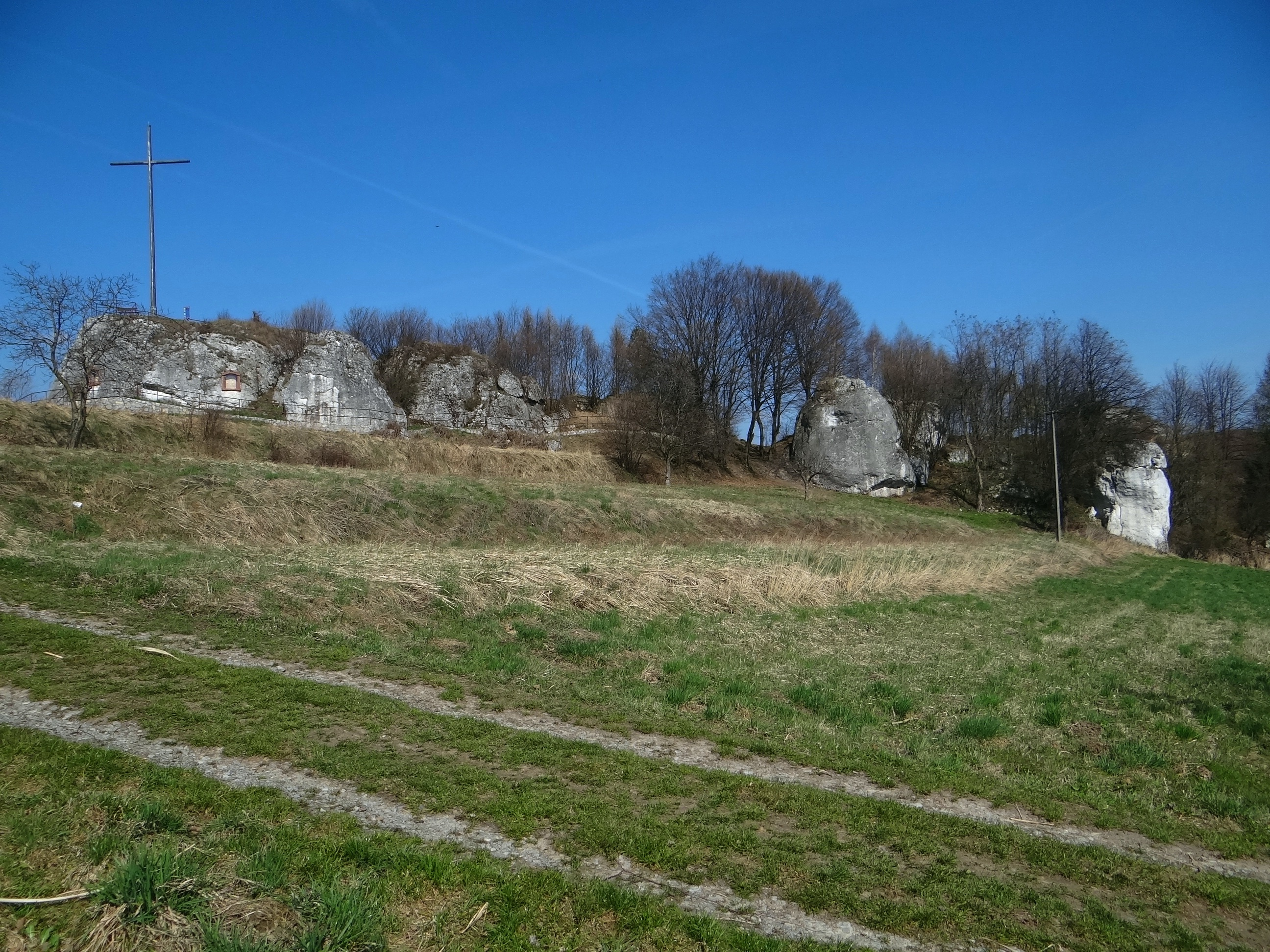
Nielepickie Skały

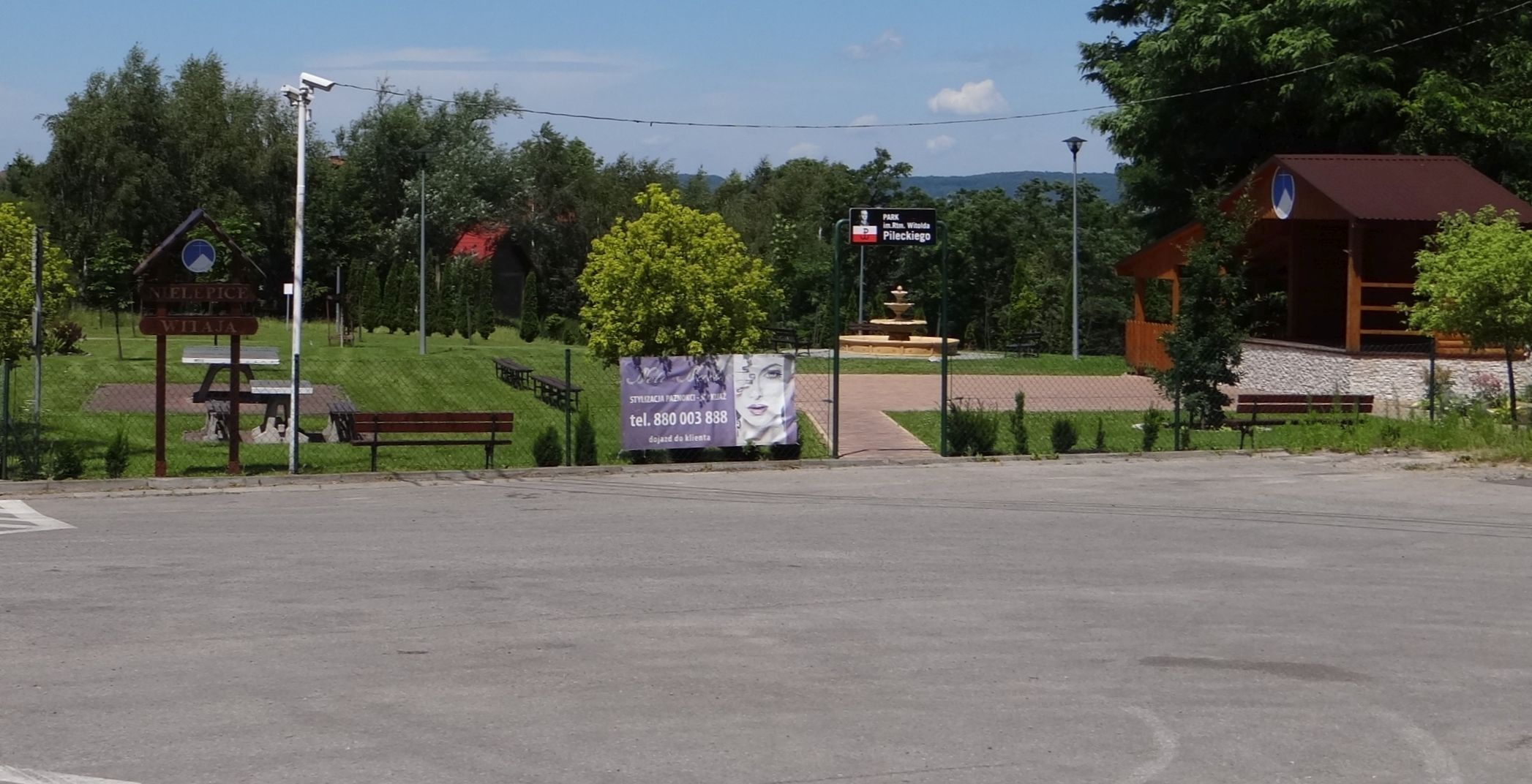
Park w centrum wsi

Nielepice – wieś w Polsce położona w województwie małopolskim, w powiecie krakowskim, w gminie Zabierzów.
Wieś położona w województwie krakowskim wchodziła wraz z folwarkiem w 1662 roku w skład hrabstwa tęczyńskiego Łukasza Opalińskiego. W czasie II Rzeczypospolitej wieś należała do powiatu chrzanowskiego w województwie krakowskim. W 1916 Nielepice liczyły 587 mieszkańców. Na terenie wsi w roku 1936 oraz 1960 dokonano odkrycia kości mamuta. Od 26 października 1939 do 18 stycznia 1945 wieś należała do gminy Krzeszowice (ówcześnie Kressendorf) w powiecie krakowskim, dystryktu krakowskiego w Generalnym Gubernatorstwie. Do roku 1954 wieś należała do gminy Krzeszowice. Jesienią 1954 wieś została przyłączona do gromady Rudawa w powiecie chrzanowskim w woj. krakowskim. W 1968 wybudowano nową szkołę. 1 stycznia 1973 znalazła się w gminie Rudawa w powiecie chrzanowskim w woj. krakowskim. W latach 1975–1998 miejscowość administracyjnie należała do województwa krakowskiego. 15 stycznia 1976 roku gmina Rudawa została zniesiona przez połączenie z dotychczasową gminą Zabierzów w nową gminę Zabierzów i tam znalazła się także wieś.
W roku 2021 w miejscowości mieszkało 841 osób, z czego 51,1% mieszkańców stanowiły kobiety, a 48,9% mężczyźni

## Położenie
Nielepice położone są na obniżeniu w Garbie Tenczyńskim, stanowiącym przedłużoną martwą dolinę z bocznymi parowami i skalistym wąwozem leśnym, łączącą Dolinę Nielepicką z Doliną Brzoskwinki. Nad wsią góruje duży krzyż na skale – Dymniok (Dębniak) (337 m), wzgórze Chełm (372 m) i Klicówka (280 m). W południowo-zachodniej części znajduje się Pierunkowy Dół. Wieś graniczy od północy z Rudawą, od wschodu z Kleszczowem, od południa z Brzoskwinią, a od zachodu z Młynką.

## Historia
Osada była lokowana na skraju pradawnej puszczy, na prawym brzegu rzeki Rudawy. Akcję lokacyjną przeprowadził prawdopodobnie na początku XIV w. wojewoda sandomierski (późniejszy kasztelan krakowski) Nawój z Morawicy herbu Topór wspólnie z innymi przedstawicielami rodu Toporów. Toporowie z Morawicy i Brzoskwini założyli kolejno wsie: Nielepice, Nawojową Górę, a następnie w 1319 Tenczynek. Wsie Nielepice i Nawojowa Góra weszły w skład starej, XII-wiecznej parafii w Rudawie. W 1402 kasztelan krakowski Jan Tęczyński – wnuk Nawoja – w rozporządzeniu majątkowym zapisał m.in. część Nielepic swoim synom. Ta część Nielepic pozostawała w rękach rodziny Tęczyńskich aż do śmierci ostatniego z rodu – wojewody krakowskiego Jana w 1637. Następnie z całością dóbr tęczyńskich była dziedziczona przez rodziny Opalińskich h. Łodzia od 1639, Sieniawskich h. Leliwa od 1705, Czartoryskich h. Pogoń od 1729, Lubomirskich h. Drużyna od 1778 oraz Potockich h. Pilawa od 1816 roku.
W 1394 w Księgach Ziemskich Krakowskich występuje Mikołaj z Radwanowic i Nielepic, jest to pierwszy zapis o osadzie. W 1402 występuje nazwa Nelepice. W 1576 właścicielem części wsi był szlachcic Nielepiecz de Nielepice. Rejestry poborowe z XVI i XVII w. potwierdzają, że większa część Nielepic pozostawała w składzie dóbr zamku tęczyńskiego, a pozostała była we władaniu szlachty zagrodowej nazywanej Nielepcami. Rodzina ta posiadała łan ziemiański roli i zagrodę, a w II połowie XVI w. była reprezentowana przez Andrzeja i Piotra Nielepców. Na podstawie faktu posiadania przez drobną szlachtę gruntów we wsi lokowanej przez sławny ród Toporczyków oraz tego, że należy do parafii w Rudawie, a nie w Morawicy, można przypuszczać, że Nielepcowie mieszkali tu jeszcze przed jej lokacją, a nazwa Nielepice pochodzi od rodziny „Nielepców”. W XVI w. zanotowano we wsi Karczmę Górską – własność Gwizdałów, a na początku XIX w. wyszynk prowadzony przez Tomasza Korbiela. W 1766 występują w rejestrach szlachcice Wojciech Kuszowski, Konstancja Jaworska i Jan Nielepiec. W 1770 właścicielem w Nielepicach był szlachcic Kazimierz Dylewski, a w 1797 rodzina Czerkawskich. W połowie XIX wieku przeprowadzono uwłaszczenie chłopów, po którym według miary chełmińskiej do wsi Nielepice należało 488 morgów roli i 55 morgów łąk i ogrodów.
W latach 1815–1846 wieś położona była na terenie Wolnego Miasta Krakowa, potem w zaborze austriackim. W latach 1861 i 1867 odbyły się wybory do Sejmu Krajowego, z Nielepic uprawnionych do głosowania było 58 gospodarzy z 342 mieszkańców wsi. Pierwszy raz krzyż stanął na skale w Nielepicach dzięki staraniu księdza Franciszka Namysłowskiego, który był wikarym w Rudawie w latach 1874–1875. Po jego zniszczeniu przez piorun, na polecenie hr. Potockich z Krzeszowic ustawiono nowy krzyż. Trzeci około 1913 wystawiła własnym kosztem hrabina Krystyna Potocka. 21 kwietnia 1971 roku  ustawiono nowy krzyż. Obecny stoi od 11 sierpnia 2010 roku.
Od 1903 w wynajętych pomieszczeniach zaczęła funkcjonować szkoła wiejska. Nowy budynek dla szkoły oddano we wrześniu 1916 roku.
W 1953 r. dzięki wysiłkowi ówczesnego komitetu rodzicielskiego w Nielepicach uruchomiona została szkoła siedmioklasowa. W 1967 r. rozpoczęto budowę nowego budynku dla ośmioklasowej szkoły podstawowej, który został oddany do użytku 1 września 1968 r. Szkoła otrzymała imię Bohaterów Westerplatte. W dawnym budynku mieści się obecnie remiza strażacka, świetlica wiejska oraz kaplica pw. św. Józefa, w której znajduje się jedyny oryginalny krzyż ze starej szkoły.
W roku 2015 podczas uroczystej inauguracji otwarto Park im. Rotmistrza Witolda Pileckiego.
13 maja 2017 r. odbyło się poświęcenie kapliczki z Matką Bożą Fatimską w Nielepicach w setną rocznicę objawień fatimskich.

## Turystyka i rekreacja
W Nielepicach w Stadninie Koni Huculskich rozpoczyna się Transjurajski Szlak Konny. Miejscowość jest też odwiedzana przez wspinaczy skalnych, którzy wspinają się na grupę 7 skał zwanych Nielepickimi Skałami. Najbardziej charakterystyczna z nich zwana Skałą z Krzyżem jest udostępniona turystycznie. Można na nią wejść wygodnymi schodami. Płaski szczyt skały jest zabezpieczony barierką. Rozciąga się z niego szeroka panorama widokowa na Grzbiet Tenczyński i Rów Krzeszowicki.
Wspinaczka uprawiana jest na skałach: Skała z Krzyżem, Dymniok Biały, Pośredniok, Dymniok Szary, Złotówka, Groszówka, Kapliczka, Kubińcowa Skała, Kubińcowa Baszta, Kubińcowa Igła.

## Infrastruktura
Wieś posiada szkołę podstawową i budynek komunalny wraz ze świetlicą.